# Gorynychus
Genre
Espèces de rang inférieur
- † G. masyutinae (type) Kammerer & Masyutin, 2018
- † G. sundyrensis Suchkova & Gobulev, 2019

Gorynychus est un genre fossile de grands thérapsides thérocéphales basaux ayant vécu à la fin du Permien moyen (Capitanien supérieur) et/ou au début du Permien supérieur (Wuchiapingien inférieur) dans ce qui est aujourd'hui la Russie européenne. Le taxon est nommé ainsi d'après le dragon à trois têtes de la mythologie slave Zmey Gorynych. L'espèce type, Gorynychus masyutinae, est décrite en 2018 à partir de fossiles découverts dans la localité de Kotelnitch, dans l'oblast de Kirov. Une deuxième espèce, Gorynychus sundyrensis, a été décrit en 2019 à partir de fossiles découvert dans la république des Maris.
Avec un crâne atteignant au moins 35  à   40 cm de longueur, l’espèce G. sundyrensis est l’un des plus grands thérocéphales connus. La classification de Gorynychus au sein des thérocéphales basaux est incertaine. Initialement considéré comme le taxon frère des euthérocéphales, et donc exclu des Lycosuchidae et des Scylacosauridae, il fut peu après classé parmi les Lycosuchidae dont il serait le premier représentant laurasien.

## Découverte et étymologie

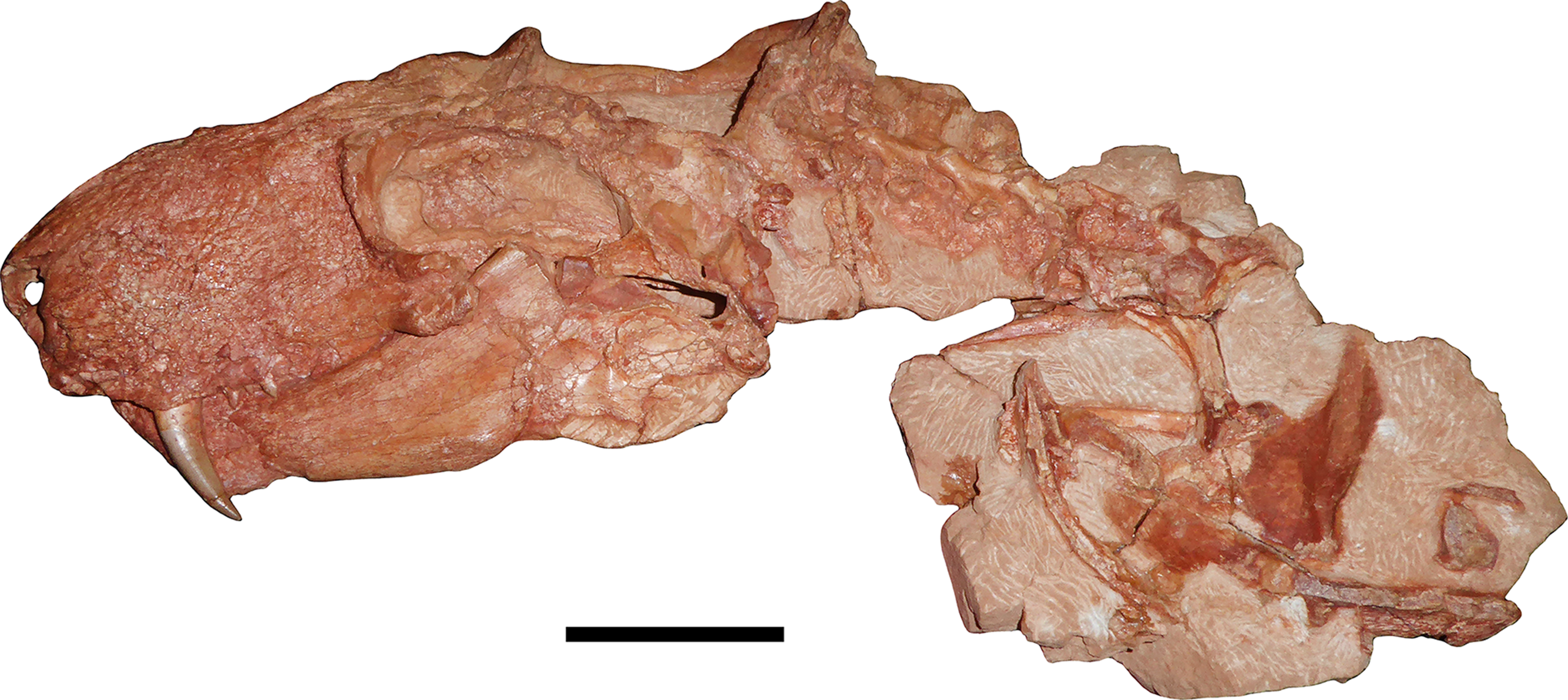
Les deux blocs (KPM 346 et 347) constituant la majorité de l'holotype de G. masyutinae montré en articulation. Barre d'échelle = 5 cm.

Les premiers fossiles connus du genre Gorynychus ont été découverts en 2008 dans la localité de Kotelnitch, dans l'oblast de Kirov, en Russie. La trouvaille fut effectuée plus précisément dans le membre de Vanyushonki, un site déjà connu pour la découverte de nombreux autres thérapsides. L'holotype, catalogué KPM 346-349, est un spécimen bien préservé comprenant le crâne, les vertèbres cervicales, la ceinture scapulaire et les côtes. D'autres fossiles référencés au taxon, catalogués KPM 291, incluent des restes fragmentaires de vertèbres, de la mandibule, de côtes et même de dents. Par la suite, ces matériels seront tous transférés dans la collection du musée paléontologique de Viatka (ru).
Tous ces fossiles seront décrits et nommés dix ans après leurs découvertes, en 2018, par les paléontologues Christian Kammerer et Vladimir Masyutin, ces derniers nommant alors l'espèce type Gorynychus masyutinae. Le nom générique Gorynychus, fait référence au dragon à trois têtes Zmey Gorynych de la mythologie slave, en lien avec l'apparence effrayante de l'animal et à son statut de grand prédateur. C'est également un jeu de mots basé sur les mots en anglais gory qui signifie « sanglant » et du grec ancien ὄνῠχος, qui signifie « griffe », dans la mesure où ce taxon devait avoir « les dents et les griffes rouge sang ». L'épithète spécifique masyutinae est nommé en l'honneur d'Olga Masyutina pour sa préparation habile de l'holotype du taxon, ainsi que de nombreux autres spécimens importants de la localité de Kotelnitch.
Un peu plus d'an après la description officielle de l'espèce type, un article publié par la revue scientifique russe Paleontological Journal mentionne la découverte d'une deuxième espèce, nommé Gorynychus sundyrensis. Dans ce même article, le taxon est décrit à partir d'éléments crâniens fragmentaires provenant de plusieurs spécimens, ayant été tous découverts dans la localité de Sundyr-1 (lieu d'où fut nommée l'espèce), située dans la république des Maris. L'holotype, catalogué PIN 5388/327, et un maxillaire droit relativement court. Les autres fossiles incluent un os nasal (catalogué PIN 5388/340), un prémaxillaire (catalogué PIN 5388/55), un os préfrontal (catalogué PIN 5388/436) et un os dentaire (catalogué PIN 5388/213), qui sont tous considérés comme appartenant au même taxon. L'animal fut décrit en parallèle avec la description du grand thérocéphale Julognathus, provenant également de la même formation.

## Description

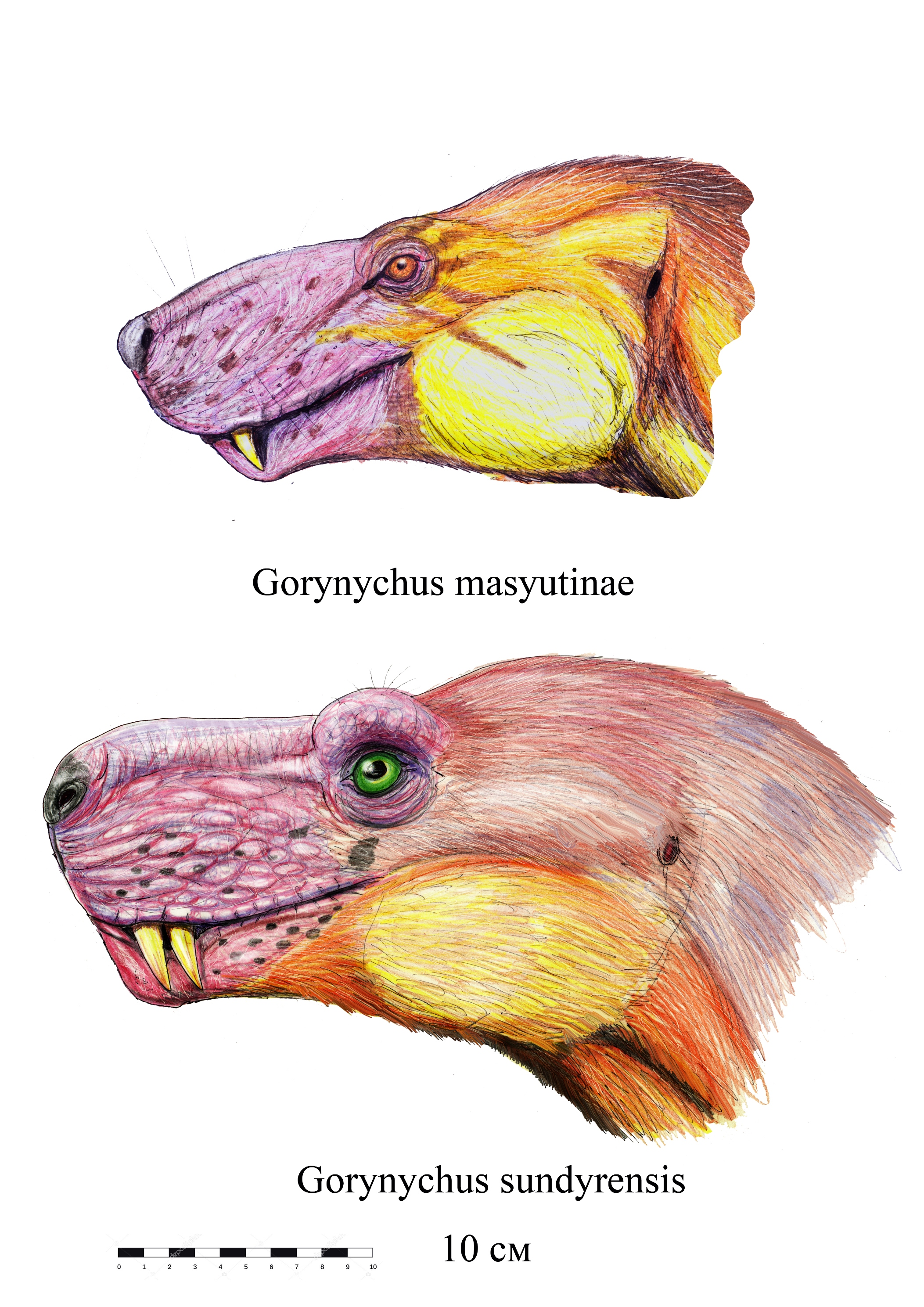
Restauration par Dimitri Bogdanov des têtes des deux espèces.

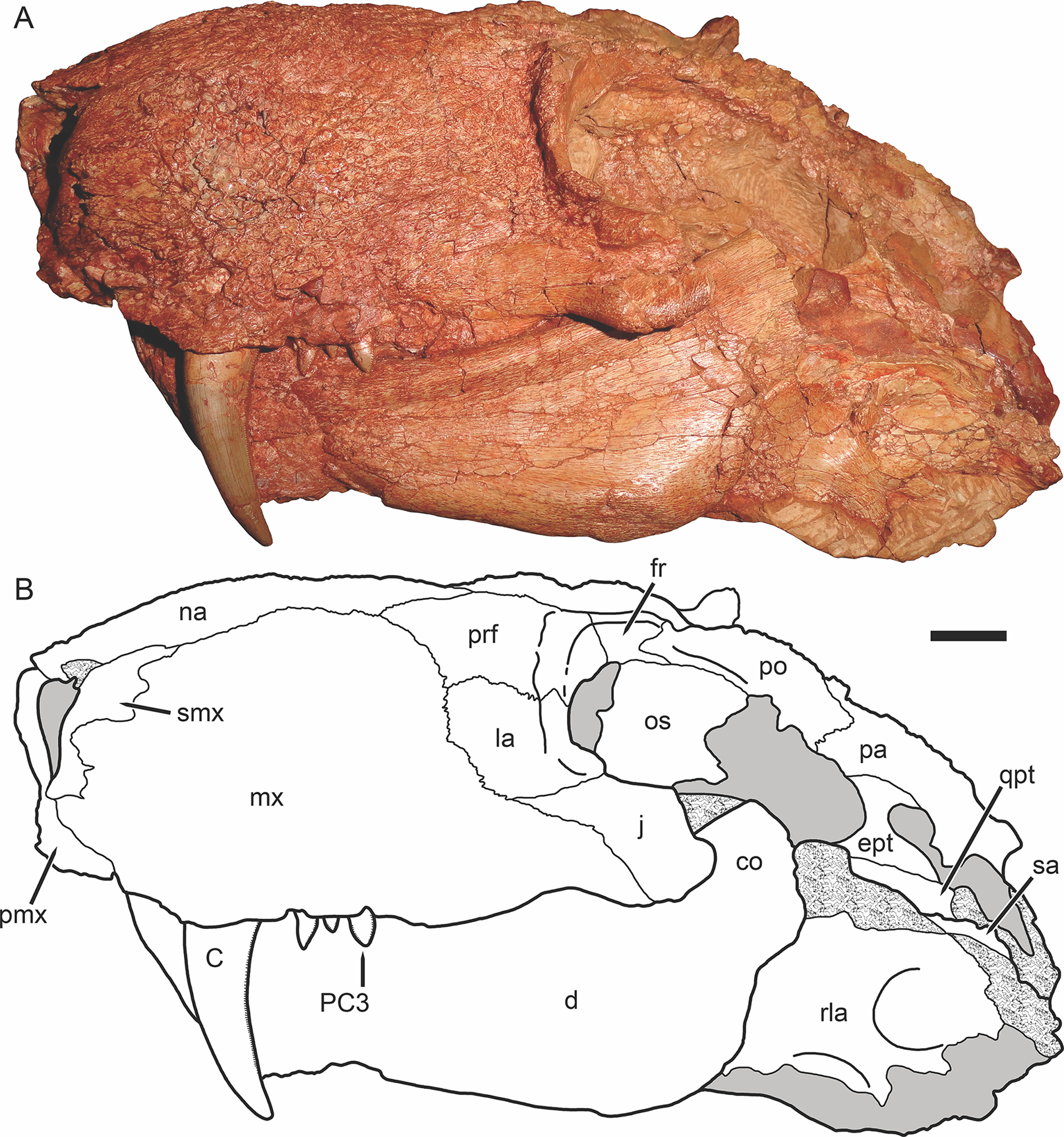
Holotype de G. masyutinae en vue latérale gauche. (A) Photographie et (B) dessin d'interprétation du crâne (KPM 346). Barre d'échelle = 1 cm.

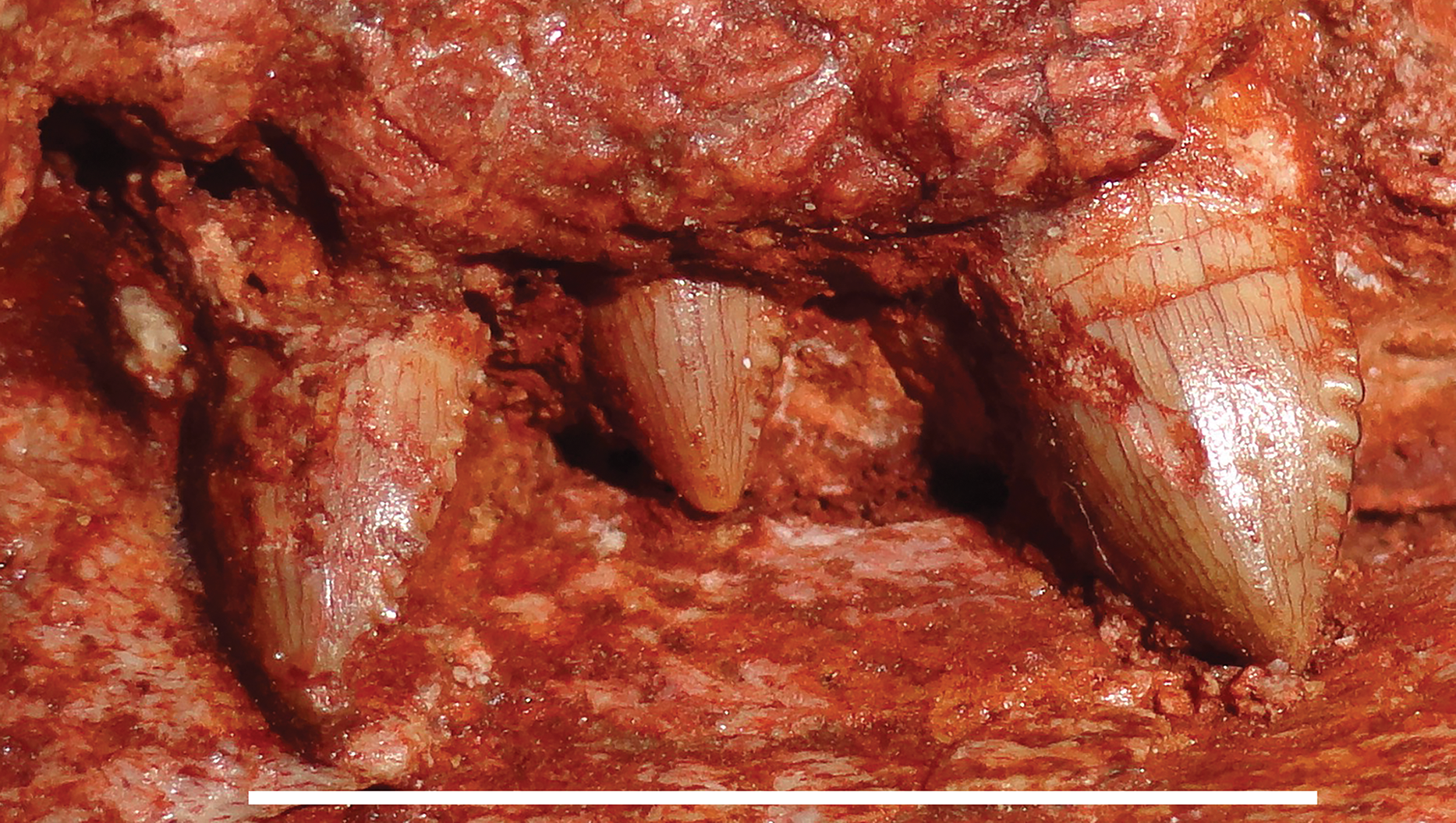
Postcanines de G. masyutinae. Postcanines 1 à 3 gauches en vue latérale. La postcanine 2 est en cours d’éruption. Barre d'échelle = 1 cm.

Gorynychus possède un crâne robuste avec un museau court et large comme les Lycosuchidae d’Afrique du Sud, famille à laquelle le genre a récemment été rattaché. Sur la mâchoire inférieure, le dentaire se termine antérieurement par une symphyse haute, plus courte et plus verticale que chez les autres thérocéphales primitifs, lesquels présentent une symphyse très allongée fortement inclinée postéro-ventralement. Selon l’espèce, la denture supérieure se composait de quatre à cinq incisives, une grande canine en dent de sabre, et trois à quatre post-canines. La denture inférieure est moins bien connue et incluait au moins trois incisives, une canine, et un nombre incertain de post-canines. Gorynychus se distingue de tous les autres thérocéphales connus par sa denture autapomorphique. Toutes les dents marginales sont pourvues de dentelures grossières sur leurs deux tranchants. Ces dentelures forment des denticules distincts qui sont particulièrement saillants sur les incisives et les post-canines. Les post-canines ont une morphologie caractéristique en forme de pelle ou de feuilles. Gorynychus est également caractérisé par la présence d’une crête préorbitaire distincte sur le préfrontal, et par un maxillaire et un nasal dont la surface externe est fortement sculptée de nombreuses petites fosses semblables à de petits cratères,. Les deux espèces connues du genre Gorynychus sont remarquablement grandes pour des thérocéphales du Permien moyen. Le crâne holotype de G. masyutinae mesure 20,8 centimètres de long et les restes postcrâniens indique qu'il aurait été d'une taille corporelle similaire à celui d'un loup. Les restes fragmentaires de G. sundyrensis sont attribués à divers spécimens dont les crânes auraient mesurés entre 35 et 40 centimètres de long, soit similaire à la taille d'un ours.

## Espèces

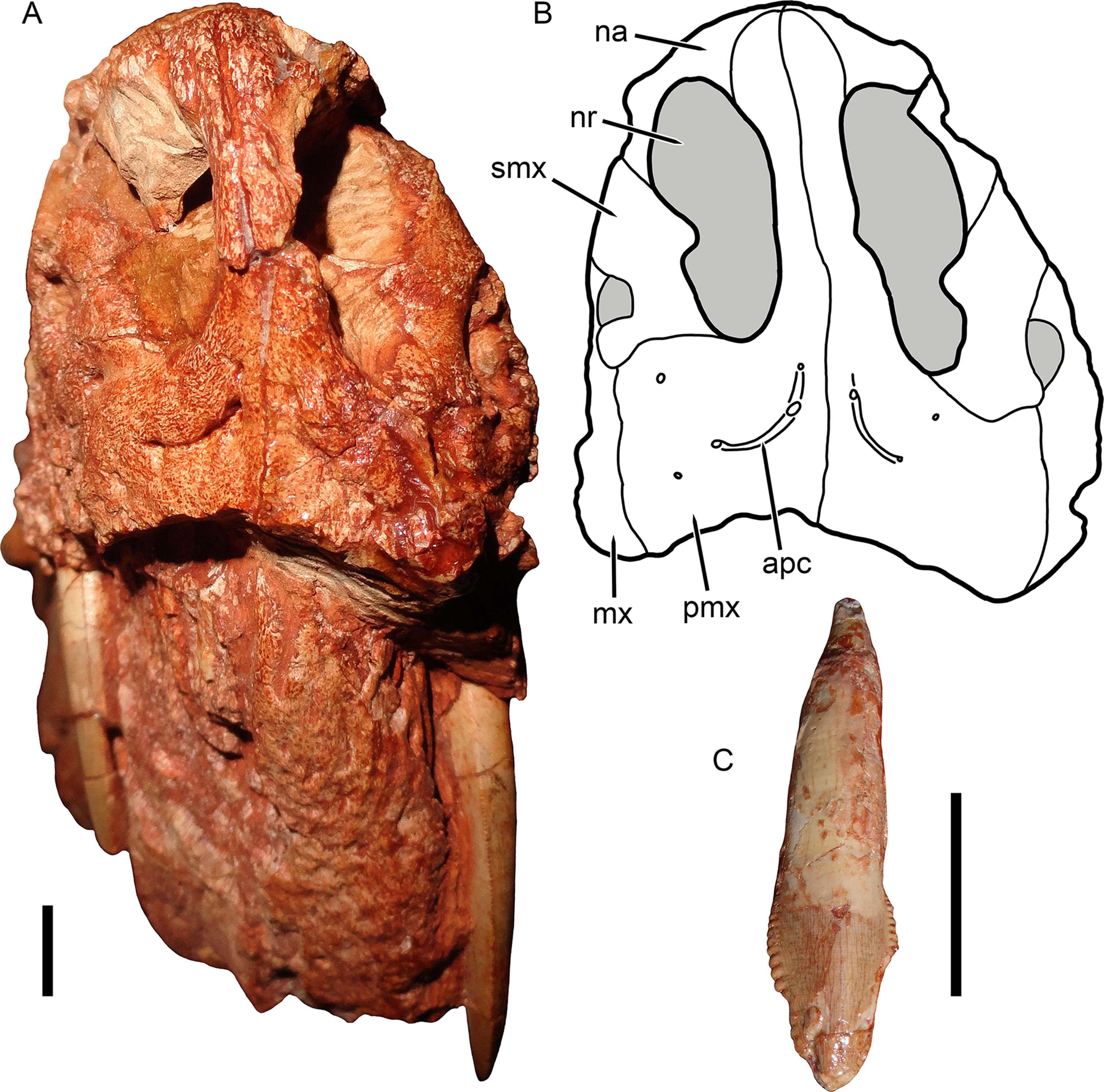
Museau en vue antérieure et dentition de G. masyutinae. (A) Photographie et (B) dessin d'interprétation du crâne (KPM 346) en vue antérieure. (C) Incisive désarticulée (KPM 348) associée au crâne en vue présumée antérieure ou antérolatérale. Barres d'échelle = 1 cm.

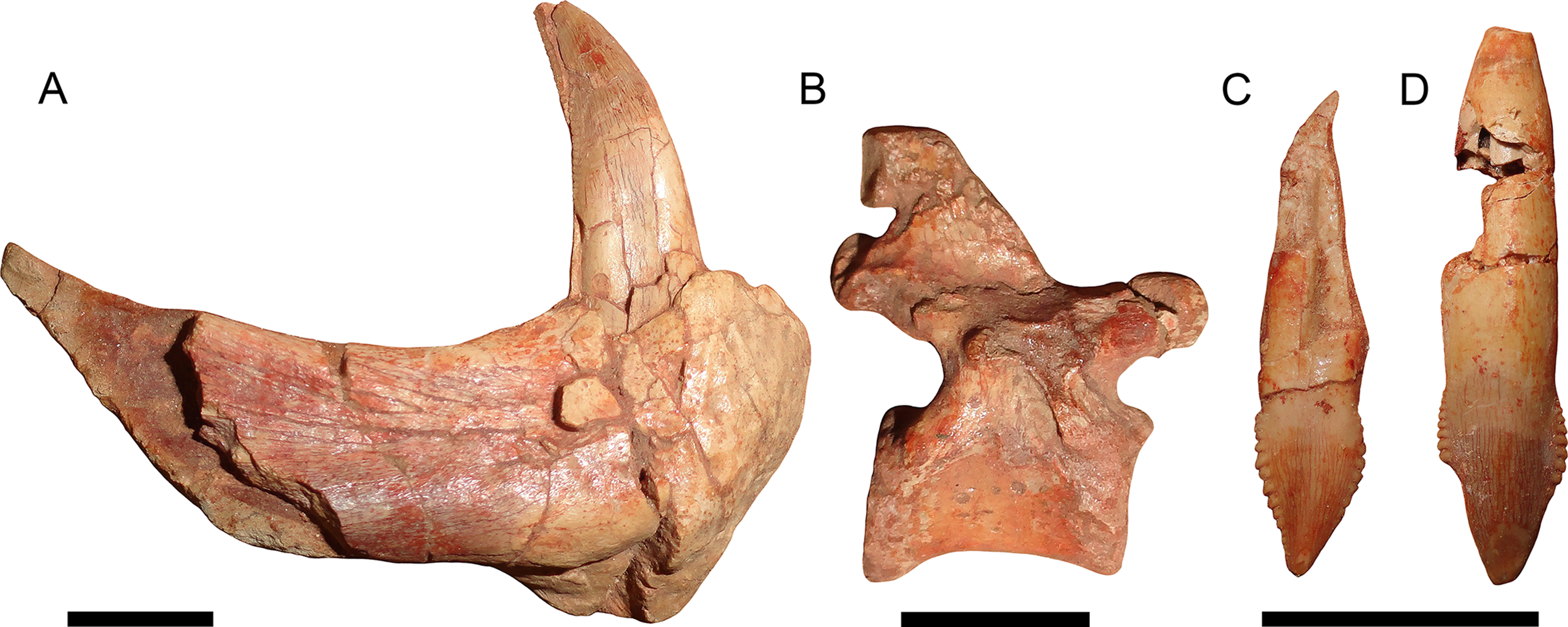
Éléments désarticulés de G. masyutinae. (A à C) appartiennent à un même individu catalogué KPM 291 : (A) Partie antérieure du dentaire droit préservant la canine inférieure ; (B) vertèbre dorsale? ; et (C) incisive. (D) est une autre incisive isolée (KPM 448/1). Barres d'échelle = 1 cm.

Le genre Gorynychus est représenté par deux espèces qui diffère l’une de l’autre principalement par le nombre et la structure des dents :
- Gorynychus masyutinae est l’espèce type du genre. G. masyutinae est connu par au moins deux individus. L’holotype KPM 346–349 est composé d’un crâne et plusieurs vertèbres cervicales articulés, des côtes, une clavicule partielle, l’empreinte du scapulo-coracoïde gauche, et deux incisives isolées conservées en association avec le crâne et dont la taille et la forme des racines s’accordent avec les alvéoles vides des prémaxillaires. Un autre spécimen, KPM 291, est représenté par divers éléments fragmentaires et désarticulés incluant la partie antérieure d’un dentaire droit partiel, une incisive isolée, un jugal, au moins quatre vertèbres, plusieurs côtes, une fibula, et divers fragments osseux indéterminés. Une autre incisive isolée est cataloguée KPM 448/1. Le crâne est globalement bien conservé mais est quelque peu écrasé latéralement avec l’arc temporal gauche cassé et la région intertemporale fortement érodée. Les premières vertèbres cervicales sont assez bien préservées mais les postérieures sont très usées. De même les autres éléments post-crâniens sont brisés et usés, et le scapulo-coracoïde est conservé principalement sous forme d’empreinte. Le crâne holotypique mesure 20,8 cm de longueur de la pointe du museau au bord postérieur des fosses temporales. La denture supérieure se composait de cinq incisives, une grande canine en dent de sabre, et trois post-canines. La denture inférieure est moins bien connue et incluait au moins trois incisives, une canine, et un nombre incertain de post-canines[1]. Les dents sont équipées de dentelures grossières incluant 9 à 18 denticules par 5 mm de tranchant[2]. Une caractéristique primitive de G. masyutinae est la présence de dents sur les bosses palatines ainsi que sur les processus transverses des ptérygoïdes. Les bosses palatines portent deux rangées de dents : la rangée antérieure est orientée transversalement et comporte quatre dents, alors que la rangée postérieure suit la courbe de la bosse palatine et est composée de cinq dents. Chez l’holotype, les processus transverses du ptérygoïde portent 2 à 3 dents localisées sur de petites bosses ovoïdes. Deux dents sont présentes sur l’apophyse transverse droite contre trois sur l’apophyse gauche[1]. On ignore toutefois si ces caractéristiques étaient propres à l’espèce G. masyutinae ou si elles étaient plus largement répandues au sein du genre Gorynychus, car les os du palais n’ont pas encore été retrouvés chez G. sundyrensis.

- Gorynychus sundyrensis est nommé d’après la localité de Sundyr-1 qui a fourni tous les fossiles de cet animal. Il n’est connu que par des os crâniens isolés appartenant à plusieurs individus. L’holotype PIN 5388/327 est un maxillaire droit. Le reste du matériel connu inclut quatre autres maxillaires, deux dentaires incomplets, trois prémaxillaires, deux os nasal, deux préfrontaux, 7 incisives, trois canines, et une post-canine. À partir des quelques restes disponibles, G. sundyrensis se distingue essentiellement de G. masyutinae par la présence de quatre incisives supérieures (au lieu de cinq), quatre postcanines supérieures (au lieu de trois) et par ses dents aux dentelures encore plus grossières comportant seulement 5 à 10 denticules par 5 mm de tranchant. La plupart des os appartiennent à des individus de taille similaire à l’holotype de G. masyutinae. Cependant, certains os comme les fragments de dentaires proviennent d’animaux beaucoup plus grands dont la longueur crânienne est estimée au minimum à 35-40 cm. Ces dimensions montrent que Gorynychus était l’un des plus grands thérocéphales connus, approchant ou atteignant des tailles comparables à celles d’autres thérocéphales basaux d’Afrique du Sud et de Russie (comme Simorhinella, Julognathus, etc.)[2].

## Classification
La position précise de Gorynychus dans la classification des thérocéphales est incertaine en partie en raison de la présence chez ce taxon d’une mosaïque de caractères primitifs et dérivés. Gorynychus présente des ressemblances avec les Lycosuchidae d’Afrique du Sud (Lycosuchus et Simorhinella) comme la présence d’un museau court et large, et la présence de dents sur les processus transverses des ptérygoïdes. Par rapport au Lycosuchidae d'Afrique du Sud il parait à la fois plus primitif en ayant des dents sur les bosses palatines, et plus dérivés par le nombre plus réduit de dents sur les processus transverses des ptérygoïdes et par l’absence de l’os postfrontal. Dans l’analyse phylogénétique présentée en 2018 par Christian F. Kammerer et Vladimir Masyutin, le genre Gorynychus (alors monospécifique) est identifié comme un taxon basal n’appartenant pas aux Lycosuchidae et aux Scylacosauridae (qui sont les thérocéphales les plus basaux). Il occupe une position plus dérivée que ces derniers en étant le groupe frère du clade Eutherocephalia. En 2019 et 2020, Liu et Abdala obtiennent un résultat différent dans lequel Gorynychus occupe une position plus basale et est classé parmi les Lycosuchidae en tant que groupe frère du genre Lycosuchus,. Cette position est supportée par deux caractères: une barre sous-orbitaire profonde et cinq post-canines ou moins sur la mâchoire supérieure. En 2019, Julia A. Suchkova et Valeriy K. Golubev décrivent une seconde espèce de Gorynychus un peu plus ancienne, G. sundyrensis. Ces auteurs n'ont pas proposé d’analyses phylogénétiques mais ont classé Gorynychus parmi les Lycosuchidae sur la base de caractères tels qu’un museau court et large, la présence de moins de cinq post-canines supérieures, et pas plus de cinq incisives supérieures. De plus, ces auteurs signalent chez G. sundyrensis un processus de remplacement des canines supérieures similaire à celui des Lycosuchidae sud-africains dans lequel la nouvelle canine éruptait complètement avant que l’ancienne ne tombe. De sorte que les maxillaires des deux côtés contenaient simultanément et périodiquement deux canines chacun.

## Paléobiologie

### Remplacement des canines
Gorynychus présente un processus de remplacement des canines supérieures comparable à celui des Lycosuchidae d’Afrique du Sud dans lequel la nouvelle canine émergeait entièrement avant la chute de l’ancienne canine. Ce processus induisait temporairement la présence simultanée de deux canines sur les maxillaires gauche et droit. Le plus large échantillonnage disponible pour les Lycosuchidae sud-africains montre que seuls 40 % des spécimens possédaient deux paires de canines supérieures éruptées au moment de leur mort. Le nombre de spécimens de Gorynychus est beaucoup plus limité. Chez l’holotype de G. masyutinae une seule paire de canines supérieures est éruptée. Cependant, la pointe d’une canine de remplacement émerge en avant de la canine droite. Sur les cinq maxillaires connus chez G. sundyrensis, seul l’holotype (et possiblement un second spécimen dont l’alvéole est endommagée) montre la preuve de deux canines éruptées. Chez tous les restes de mâchoires de cette espèce les dents sont absentes ou cassées. Cependant, chez l'holotype, l’alvéole de la canine contient deux racines de dents cassées. Ces deux racines sont de tailles équivalentes et démontrent ainsi la présence simultanée de deux canines de longueur similaire.

### Alimentation
Il est suggéré que l’espèce G. sundyrensis occupait la niche écologique d’un grand charognard. Cette interprétation repose sur l’usure considérable des couronnes dentaires observée chez cette espèce et qui se produit sur presque toutes les dents retrouvées (à l’exception d’une incisive et d’une post-canine). La pointe des incisives est presque toujours usée, de même que les faces antérieure et postérieure, alors que les tranchants sont conservés. Sur les canines l’usure se manifeste systématiquement sur l’extrémité de la couronne dentaire, mais peut aussi être présente sur une grande partie des tranchants ainsi que sur une partie de la surface latérale. L’emplacement de ces marques d’usures indique que G. sundyrensis pratiquait le raclage des os pour retirer les bouts de viande restants. Étant donné la fréquence de l’usure des dents chez cette espèce (chez G. masyutinae seule une dent isolée montre une marque d’usure alors que l’holotype n’en montre aucune) Suchkova et Golubev ont proposé que G. sundyrensis était principalement nécrophage. Une hypothèse également soutenu par le fait que sur plus de 500 localités à tétrapodes connues dans le Permien d’Europe de l’Est, seul le site de Sundyr-1 a livré des os montrant des marques de dents de carnivores.

## Répartition géographique et stratigraphique
Les fossiles de l’espèce type Gorynychus masyutinae furent découverts en 2008 à Kotelnich dans l’oblast de Kirov en Russie européenne. La localité de Kotelnich correspond à une série de gisements situés au sud de la ville éponyme et qui affleure de façon quasi continue sur plus de vingt kilomètres sur la rive droite de la rivière Viatka, un affluent de la Volga. Les strates permiennes sont par endroit profondément creusées par la rivière et forment des escarpements pouvant atteindre 40 m de haut. Ces strates ont été divisées en cinq Membres stratigraphiques, du plus ancien au plus récent, les Membres de Vanyushonki, Boroviki, Shestakovy, Chizi, et Sokol’ya Gora. Michael P. Arefiev et des collègues ont reconsidéré ces cinq Membres comme quatre couches distinctes (le Membre de Chizi étant fusionné avec la couche de Sokol’ya Gora) au sein d’un Membre unique, le Membre de Kalininskaya, ce dernier constituant la partie supérieure de la formation de Kotel’nich. Comme la grande majorité des taxons de la faune de Kotelnich, G. masyutinae provient de la couche de Vanyushonki qui affleure sur la berge et dans le tier inférieur des falaises. Ce niveau, atteignant à l’affleurement une dizaine de mètres d’épaisseur (les sondages ont reconnu plus de 80 m supplémentaire sous la surface), est principalement composé de mudstones brun pâle à brun rougeâtre, ainsi que de quelques horizons de mudstones gris à gris bleuâtre de 10 à 50 cm d’épaisseur, et de deux horizons de mudstones rouge foncé localisés à la base de la section affleurante. Quelques minces bancs de grès sont également présents, le plus souvent ne dépassant pas quelques décimètres d’épaisseur mais pouvant atteindre jusqu’à 1,50 m d’épaisseur. Les mudstones correspondent à des argiles et des limons incluant de petites quantités de sables à grain fin qui se seraient déposés par suspension dans des masses d’eau stagnante sur des plaines inondables ou dans des lacs éphémères peu profonds. La présence de nombreuses radicelles fossiles, de nodules carbonatés, et d’horizons de couleurs différentes suggère que la sédimentation était épisodique avec de nombreuses périodes prolongées d’exposition subaérienne et de formation de sol qui ont effacé la plupart des structures primaires des sédiments qui auraient permis d’identifier l’environnement exact du dépôt. Le Membre ou la couche de Vanyushonki a livré une faune de tétrapodes abondante et diversifiée souvent représenté par des squelettes complets et articulés. Outre Gorynychus masyutinae, la faune de thérapsides incluait les thérocéphales Chlynovia, Karenites, Kotelcephalon, Murchia, Perplexisaurus, Scalopodon, Scalopodontes et Viatkosuchus, les gorgonopsiens basaux Viatkogorgon et Nochnitsa, ainsi que l’anomodonte basal et arboricole Suminia. Les pareiasauromorpha étaient représentés par le Nycteroleteridae Emeroleter et surtout par le paréiasaure Deltavjatia qui est l’animal le plus commun de ce niveau avec plusieurs dizaines de squelettes plus ou moins complets,,.
Les fossiles de Gorynychus sundyrensis furent découverts sur le site de Sundyr-1 situé sur la rive droite de la Volga (rive sud du réservoir de Cheboksary) juste en aval de l’embouchure de la rivière Sundyr, dans la République des Maris en Russie européenne. Les strates permiennes affleurent sur 30 m d’épaisseur et sont composées de dépôts argileux panachés distinctement stratifiés avec des interlits de marne, de calcaire, de conglomérats, de sable et de grès. Les dépôts sableux forment quatre niveaux bien définis (membres). La localité de Sundyr-1 est confinée au sommet du membre sableux inférieur et à la partie inférieure d’un membre argileux le recouvrant. Ces sédiments correspondent à un environnement de plaine alluviale avec une cyclicité caractéristique. Les grès et les conglomérats sont des sédiments de chenaux d’une zone d’eau peu profonde avec une variabilité prononcée de l’intensité du courant, lorsque non seulement des fractions de sables, mais également de graviers se sont déposées. Les niveaux plus argileux correspondent à des zones d’envasement peu profond de la plaine inondable, ainsi qu’à un bras-mort de rivière. L’association de Sundyr contient le temnospondyle Dvinosaurus sp., l’Enosuchidae Enosuchus alveolatus, le Chroniosuchidae Suchonica vladimiri, le Leptorophidae Leptoropha cf. talonophora, le Kotlasiidae Microphon exiguus,, un dinocéphale Tapinocephalidae non décrit, l’anomodonte basal Parasuminia ivachnenkoi, et le thérocéphale Scylacosauridae Julognathus crudelis. En plus des tétrapodes cette association a livré des restes de poissons, de bivalves, de gastéropodes, d’ostracodes, de conchostracés, de plantes et de coprolithes. Par sa composition et sa position stratigraphique, la faune fossile de Sundyr-1 est identifiée comme une nouvelle association faunique, l’association de Sundyr, intermédiaire entre l’association d’Isheevo à dinocéphales du Permien moyen et l’association de Sokolki (dont Kotelnich représente la partie inférieure avec la biozone à Deltavjatia rossica) à thériodonte qui date essentiellement du Permien supérieur. L’association de Sundyr est attribuée à la nouvelle biozone à Suchonica vladimiri. Ailleurs en Russie, l’association de Sundyr est représentée par le site de Poldarsa sur la rive gauche de la rivière Sukhona dans l’oblast de Vologda, et qui a seulement livré le chroniosuchidé Suchonica vladimiri. Dans cette région, les couches fossilifères sont attribuées à un nouveau membre stratigraphique, le Membre d’Ustpoldarsa de la formation de Poldarsa, qui est représenté par des marnes grises à stratifications ondulées avec des intercalations d’argiles calcaires et de calcaires argileux.

## Paléoécologie
La faune de prédateurs à Kotelnich est taxonomiquement dominée par les thérocéphales qui y occupaient notamment le rôle de prédateurs du sommet. Avec un crâne dépassant les 20 cm de longueur, Gorynychus masyutinae est le plus grand carnivore connu de la faune de Kotelnich. Un autre thérocéphale, Viatkosuchus, était à peine moins grand avec un crâne de 17 cm. Ces deux carnivores étaient nettement plus grands que les gorgonopsiens co-occurrents Viatkogorgon et Nochnitsa (crâne inférieur à 10 cm) ce qui indique que les thérocéphales ont occupé le rôle de prédateurs du sommet à la fois en Russie et en Afrique du Sud pendant la transition entre les faunes de tétrapodes du Permien moyen et du Permien supérieur. La faune de thérocéphales de Kotelnich se distingue également par une plus grande diversité d’euthérocéphales que celle des faunes sud-africaines d’âge comparable. Ce qui suggère que l’Europe de l’est fut le lieu de la diversification initiale de ce clade avant son expansion vers le Gondwana.
La faune de Sundyr est la seule en Europe de l’Est où les thérocéphales primitifs ont atteint de très grandes tailles. À en juger par le nombre d’ossements retrouvés, Julognathus crudelis y était l’espèce la plus fréquente et la plus grande avec une longueur reconstituée du crâne de 43 cm. Gorynychus sundyrensis était un peu moins grand mais atteignait également une taille importante avec une longueur du crâne estimée entre 35 et 40 cm. G. sundyrensis occupait également la niche écologique de grand charognard, comme on peut le déduire à partir de l’usure considérable de ses incisives et de ses canines. L’association de Sundyr est ainsi unique dans l’histoire évolutive des Therocephalia car elle constitue à ce jour la seule faune connue du Permien moyen où les thérocéphales occupent seuls le rôle de grands carnivores terrestres. En Afrique du Sud, à la fin du Permien moyen, durant la Zone d’association à Tapinocephalus, les grands Scylacosauridae et Lycosuchidae figuraient parmi les plus grands prédateurs terrestres avec des crânes mesurant de 30 à 47 cm,, mais le prédateur du sommet était toutefois le dinocéphale Anteosaurus dont le crâne pouvait atteindre 80 à 90 cm chez les plus grands spécimens. Après la disparition des dinocéphales, ces deux familles de thérocéphales ont coexisté avec le gorgonopsien Gorgonops torvus (crâne de 30-35 cm) dans la partie inférieure de la Zone d’association à Endothiodon (sous-zone à Lycosuchus - Eunotosaurus) datée du sommet du Permien moyen  et de la base du Permien supérieur (260-258 Ma).

## Datation
L’âge de la couche de Vanyushonki, ainsi que du reste de la série permienne de Kotelnich, n’est pas connu avec certitude et est encore débattu. Les roches permiennes de Kotelnich n’ont pas encore fourni d’éléments permettant des datations radiométriques et l’estimation de leur âge repose sur des corrélations biostratigraphiques et magnétostratigraphiques. Ces roches sont régulièrement attribuées alternativement à la fin du Permien moyen (Capitanien) ou au début du Permien supérieur (Wuchiapingien). En 2000, Andrey A. Kurkin décrivit le premier dicynodonte de la faune de Kotelnich, Australobarbarus, qui est très similaire au genre Tropidostoma, le fossile de zone de la Zone d’association à Tropidostoma en Afrique du Sud. Kurkin considérait qu’Australobarbarus était un peu plus ancien que Tropidostoma et que la faune de Kotelnich était grosso modo équivalente à la Zone d’association à Pristerognathus du Karoo Sud-Africain datée du Capitanien terminal. Cependant, de mauvaises conditions d’affleurement sépare le site de Port Kotel’nich, d’où provient Australobarbarus, de la section principale de Kotelnich rendant leur corrélation difficile. Il apparait toutefois que le gisement de Port Kotel’nich se trouverait plus haut dans la succession et appartiendrait à la couche plus récente de Shestakovy à laquelle est attirbué un âge Wuchiapingien inférieur. D’après Benton et des collègues, la biostratigraphie des ostracodes et la magnétostratigraphie indiquent que l’ensemble des strates de Kotelnich appartient au Severodvinien inférieur de l’échelle stratigraphique Russe qui correspondrait au Capitanien supérieur (= fin du Permien moyen) de l’échelle stratigraphique internationale. Plus récemment, Arefiev et des collègues estiment que ces mêmes niveaux, regroupés dans le Membre de Kalininskaya, représentent le Severodvinien supérieur qui dans l’échelle internationale s’étendrait du Capitanien supérieur au Wuchiapingien inférieur. La couche de Vanyushonki, qui se trouve à la base du Membre de Kalininskaya, daterait là encore du Capitanien supérieur. En 2018, Golubev et des collègues ont fourni de nouvelles données biostratigraphiques de Kotelnich qui suggèrent que la limite entre les étages locaux Severodvinien et Vyatkien se situe au sommet de la couche de Boroviki. Le Vyatkien correspond au Wuchiapingien supérieur et au Changhsingien de l’échelle stratigraphique internationale. Ces données indiqueraient que la couche de Vanyushonki, sous-jacente à celle de Boroviki (qui ne dépasse pas 17 m d’épaisseur), daterait du Wuchiapingien inférieur.
En Afrique du Sud, de nouvelles datations radiométriques ont fixé la limite entre les zones d’association à Tapinocephalus et à Pristerognathus au Capitanien terminal (260,26 MA), ce qui suggère que la majeure partie de la Zone d’association à Pristerognathus daterait du Wuchiapingien inférieur (= début du Permien supérieur). Sur cette base, Davidov et des collègues ont placé en 2020 la faune de Kotelnich dans la partie supérieure du Wuchiapingien inférieur. Ces auteurs estiment également que la faune de Sundyr (biozone à Suchonica vladimiri) occupe une position stratigraphique correspondant à la partie supérieure de la Zone d’association à Tapinocephalus et à la Zone d’association à Pristerognathus d’Afrique du Sud. En conséquence, Davidov et des collègues attribuent à la faune de Sundyr un âge Wuchiapingien inférieur basal, bien qu’un âge Capitanien terminal ne soit pas exclu.
À la suite de nouvelles découvertes paléontologiques, une révision biostratigraphique des faunes du Karoo a conduit en 2020 à supprimer la Zone d’association à Pristerognathus, dont le tiers inférieur est inclus dans la Zone d’association à Tapinocephalus et les deux tiers supérieurs sont intégrés à la partie inférieure de la nouvelle Zone d’association à Endothiodon (sous-zone à Lycosuchus - Eunotosaurus). La Zone d’association à Tropidostoma, située au-dessus de l’ancienne zone à Pristerognathus, disparait en tant que zone à part entière mais est intégrée à la partie supérieure de la Zone d’association à Endothiodon et forme la nouvelle sous-zone à Tropidostoma – Gorgonops,. En décrivant la Zone d’association à Endothiodon, Michael Day et Roger Smith évoquent les tentatives de corrélations des faunes de Sundyr et de Kotelnich avec l’ancienne Zone d’association à Pristerognathus. Pour ces auteurs, comme la faune de Sundyr montre des signes de crise (dans les composants aquatiques de la faune) mais contient toujours des dinocéphales, elle correspondrait plus probablement à la partie supérieure de la Zone d’association à Tapinocephalus. En ce qui concerne la faune du Membre de Vanyushonki à Kotelnich, la coexistence de nombreux thérapsides basaux (les gorgonopsiens Nochnitsa et Viatkogorgon, les thérocéphales Perplexisaurus et Gorynychus, l’anomodonte Suminia) avec des thérocéphales plus dérivées (le Whaitsiidae Viatkosuchus et le Baurioidea Karenites) suggère une corrélation avec la sous-zone à Lycosuchus – Eunotosaurus (= ancienne zone à Pristerognathus) de la Zone d’association à Endothiodon. La base de la sous-zone à Lycosuchus – Eunotosaurus est relativement bien contrainte à environ 260 millions d’années par un âge radiométrique de 260,259 ± 0081 Ma à partir de la base du membre de Poortjie de la formation de Teekloof,. La limite supérieure de la sous-zone n’est pas connue avec certitude mais se situerai entre 259 et 258 Ma, lui conférant un âge englobant le Capitanien terminal et le Wuchiapingien basal. Sur la base de ces corrélations, la faune de Kotelnich pourrait avoir un âge Capitanien terminal et/ou Wuchiapingien basal, tandis que l’âge de la faune de Sundyr correspondrait à une partie un peu plus ancienne du Capitanien supérieur.

### Vidéo
- (en) [vidéo] « Gorynychus: A Bone Crunching, Mammal-Like Predator From The Permian », sur YouTube.